# Федяево (Рязанская область)
Федя́ево — село в Шацком районе Рязанской области в составе Агишевского сельского поселения.

## Географическое положение
Село Федяево расположено на Окско-Донской равнине в 19 км к северо-западу от города Шацка. Расстояние от села до районного центра Шацк по автодороге — 21 км.
В селе имеется большой пруд. К западу от села расположен небольшой Лес Малинов и овраг Яковлевский; к северу — балка Малинов Овраг; к востоку — балка Длинный Овраг, по дну которой протекает безымянная речка (приток Алешни); к юго-западу расположен значительный лесной массив (Лес Сборно-Владимирская дача) с урочищами Лопата и Красная Поляна. Ближайшие населённые пункты — село Демидово и поселок Пролетарский, деревни Старые Подсосенки, Богданово и Просандеевка.

## Население
| 1989 | 2010 | 2012 |
| ---- | ---- | ---- |
| 307  | ↘149 | ↗220 |

## Происхождение названия
В XVI—XVII вв. имя Федор по популярности уступало разве только что Ивану и Василию. От этого имени произошла одна из самых распространенных русских фамилий Федоровы, которая и легла в основу большинства названий населенных пунктов. Но вот кто были шацкие Федоровы и Федяевы — владельцы или первопоселенцы, ещё предстоит уточнить.

## История
Федяево известно с 1614г., а описано в писцовых книгах Шацка в 1617г. https://proza.ru/2023/07/14/1619
В 1783 году в селе Федяево на средства местного помещика-землевладельца генерала от инфантерии Иоасафа Иевлевича Арбеньева (1742—1808 гг.) была построена каменная теплая церковь во имя Воскресения Словущего с двумя престолами: главным — во имя Обновления храма Воскресения Христова в Иерусалиме, и придельным — в честь святой Живоначальной Троицы. Воскресенская церковь имела в плане форму креста, причем Троицкий придел был устроен в правой стороне крестообразия с отдельным входом.
К 1911 году причт Воскресенской церкви села Федяево по штату состоял из священника и псаломщика. За церковью числилось 2 дес. усадебной и 28 дес. пахотной земли, неудобной, в 2 верстах от церкви. Земля давала годового дохода 100—200 руб., братский годовой доход составлял 452 руб. 36 коп., причтовый капитал — 130 руб., церковный капитал — 450 руб. От казны платилось жалованье: священнику — 300 руб. и псаломщику — 100 руб. в год. Кроме того причт получал ругу — около 2 четвертей ржи в год. Дома у причта были собственные.
В состав прихода Воскресенской церкви села Федяево входили также деревня Просандейка и мелкие хутора Бегловых, Конькова и Климентова.
К 1911 году, по данным А. Е. Андриевского, в селе Федяево насчитывалось 185 крестьянских дворов, в которых проживало 719 душ мужского и 647 женского пола. Жители занимались земледелием, отхожим промыслом и выделывали гжельский кирпич. Душевой надел местных крестьян составлял в среднем 3 десятины.
Помимо церкви в селе имелись церковно-приходское попечительство, одноклассная смешанная церковно-приходская школа и церковная библиотека.
В селе Федяево располагалось имение дворян Шкот, позднее перешедшее во владение Репьевых, с усадебным домом. В имении числилось всего 1583,22 дес. земли, из них 22,95 дес. усадебной, 690,31 дес. пахотной (в том числе 111 дес. под посевом), 350,14 дес. лугов, 484,87 дес. леса. Обслуживали имение управляющий, приказчик, 18 постоянных и 2 временных наемных работников.

## Усадьба Федяево
Усадьба гвардии майора И.Е. Арбенева (1742-1808) известна с последней четверти XVIII века. В середине XIX века усадьбой владел коллежский асессор А.В. Башкиров, далее его дети В.А. и А.А. Башкировы. В начале XX века владелец усадьбы - Репьев.

## Социальная инфраструктура
В селе Федяево Шацкого района Рязанской области имеются отделение почтовой связи и библиотека.

## Транспорт
Основные грузо- и пассажироперевозки осуществляются автомобильным транспортом.

## Достопримечательности
- Храм Воскресения Словущего — Воскресенская церковь. Построен в 1783 г. вместо прежней деревянной, в стиле классицизм,  на средства генерала от инфантерии И. И. Арбеньева. Находится в руинированном состоянии.[8]
- Усадьба дворян Шкот — Репьевых, конец XIX — начало XX вв. Сохранность низкая: сохранился усадебный парк из смешанных пород деревьев.

## Известные уроженцы
- Александр Александрович Рябов (1926+1971 гг.) — гвардии рядовой, автоматчик моторизованного батальона 26-й гвардейской танковой бригады, Герой Советского Союза.